# Grand'Rivière
Grand'Rivière is een gemeente in Martinique en telde 610 inwoners in 2019. De oppervlakte bedraagt 17 km². Het ligt ongeveer 20 km ten noorden van de hoofdstad Fort-de-France. Het is de meest noordelijke plaats van Martinique.

## Geschiedenis
Grand'Rivière werd op het eind van de 17e eeuw gesticht en vernoemd naar de rivier die door het dorp stroomt. Met een lengte van 5.766 meter is het de langste rivier van Martinique. In 1852 werd een politiepost in Grand'Rivière opgericht omdat het gebied moeilijk te bereiken was. In 1888 werd de gemeente opgericht. In 1902 werd het dorp verwoest door de uitbarsting van Mont Pelée. In het begin van de jaren 1940 was het bolwerk van de Vrije Fransen. In 1942 landde admiraal Georges Robert in de haven van Grand'Rivière en wilde de Vlag van het Vrije Frankrijk verwijderen uit het dorp, maar werd door de dorpsbewoners verdreven. Grand'Rivière is nog steeds een vissersdorp, en is alleen bereikbaar via een steile weg.

## Plage du Sinaï
Plage du Sinaï is een zwartzandstrand bij Grand'Rivière. Het is een rustig strand met veel kokospalmen en een uitzicht op het eiland Dominica. Het water kan wild zijn en is minder geschikt voor kinderen.

## Galerij

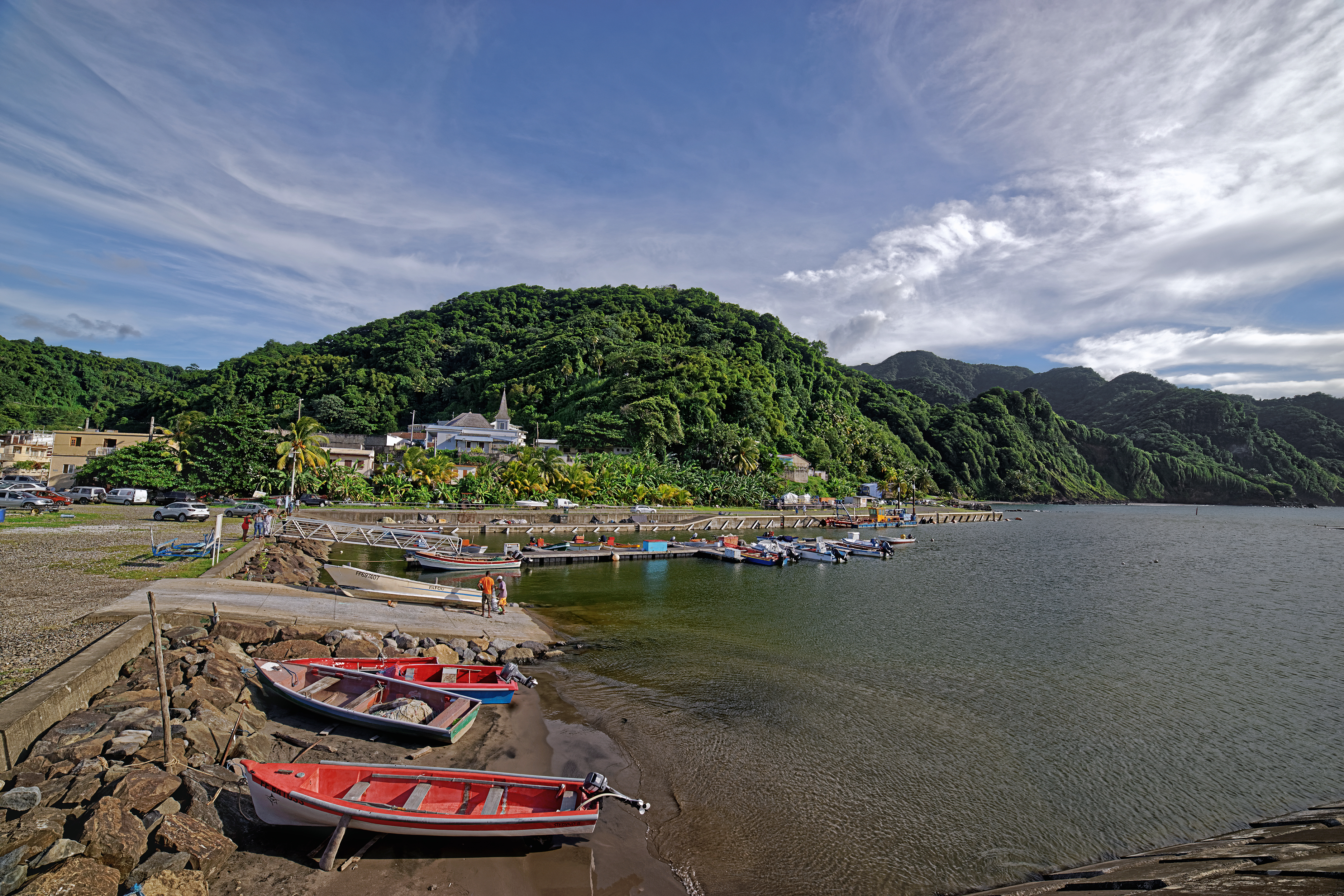
De haven van Grand'Rivière
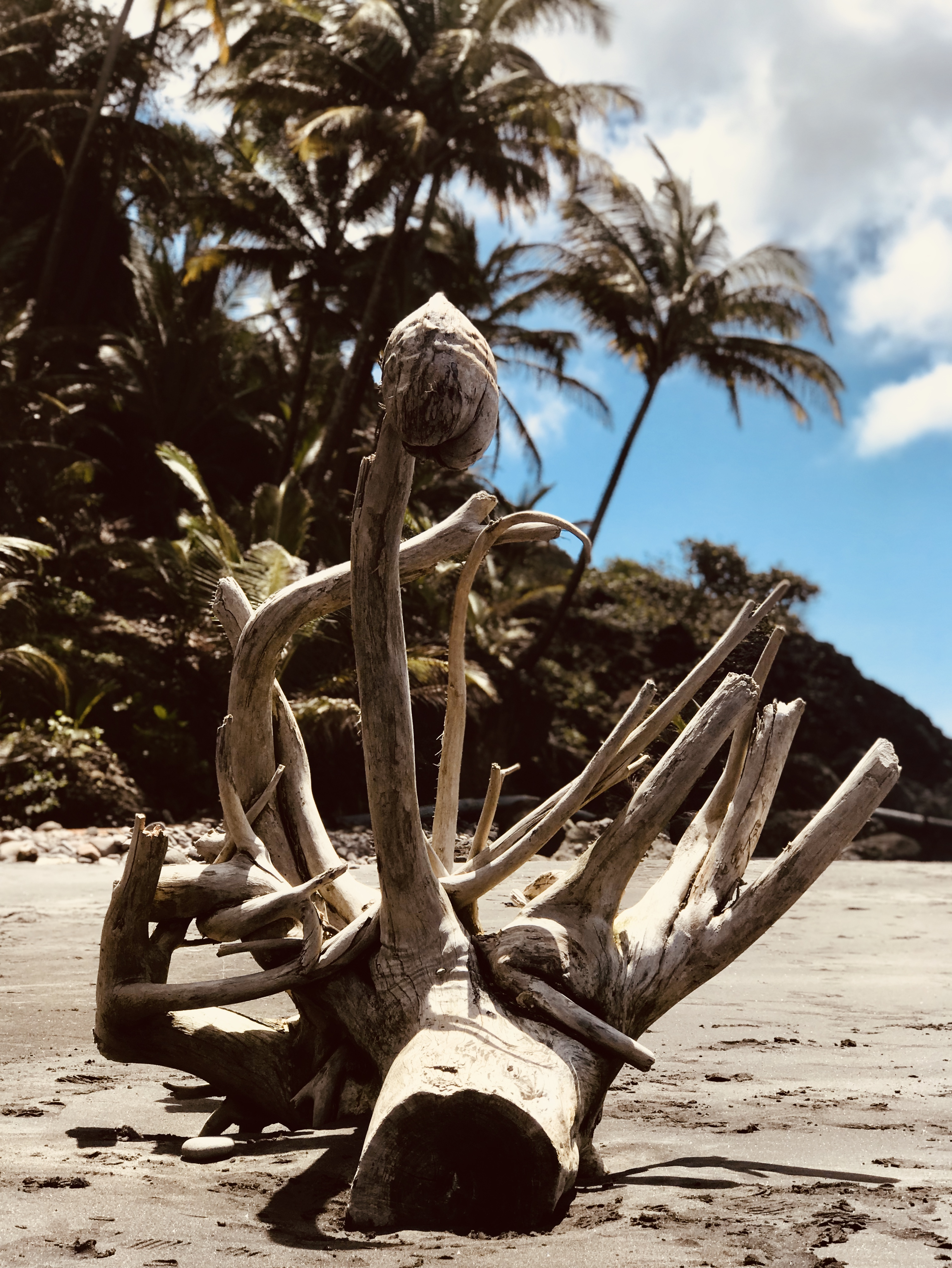
Strand van Grand'Rivière
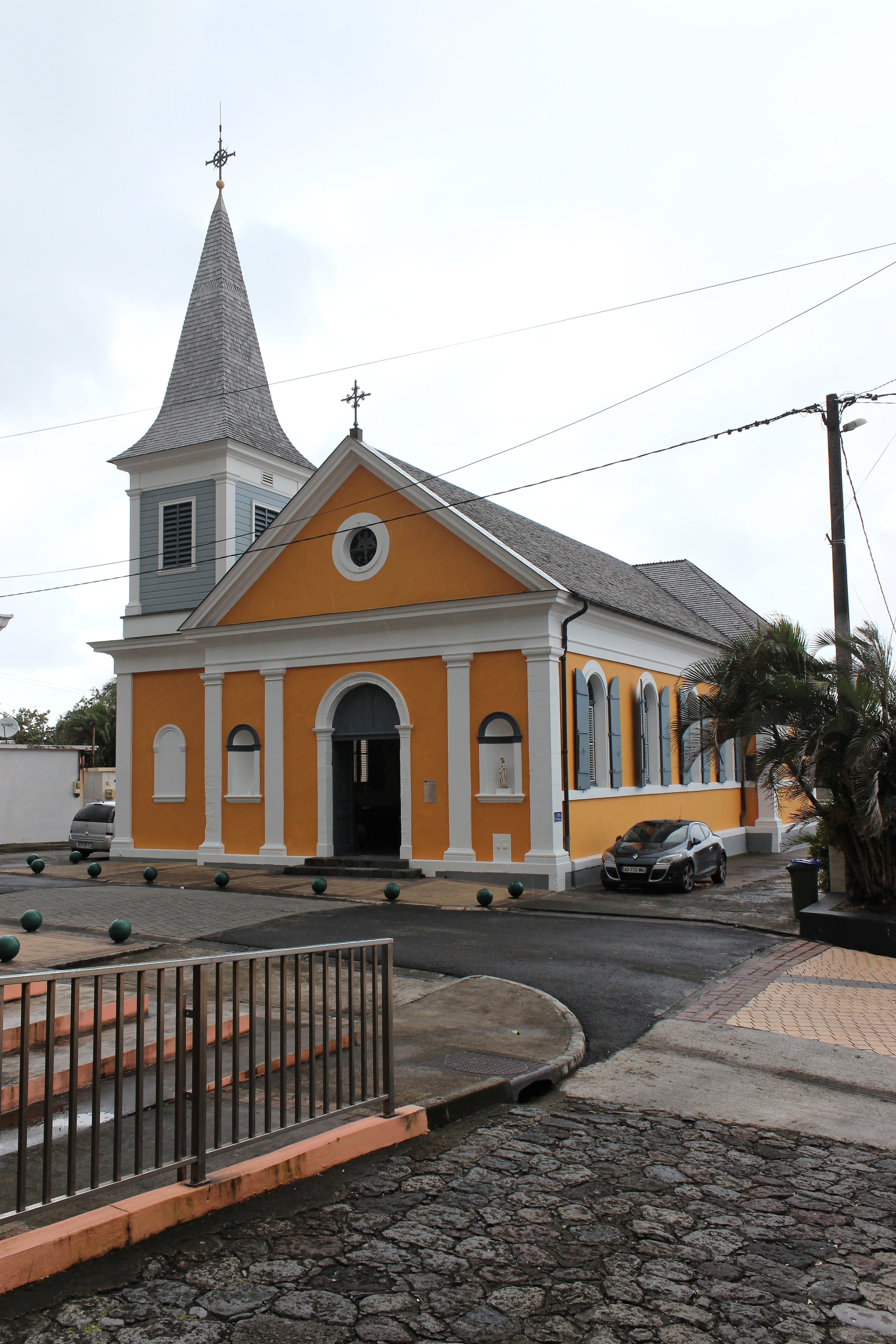
Kerk van Sainte-Catherine in Grand'Rivière
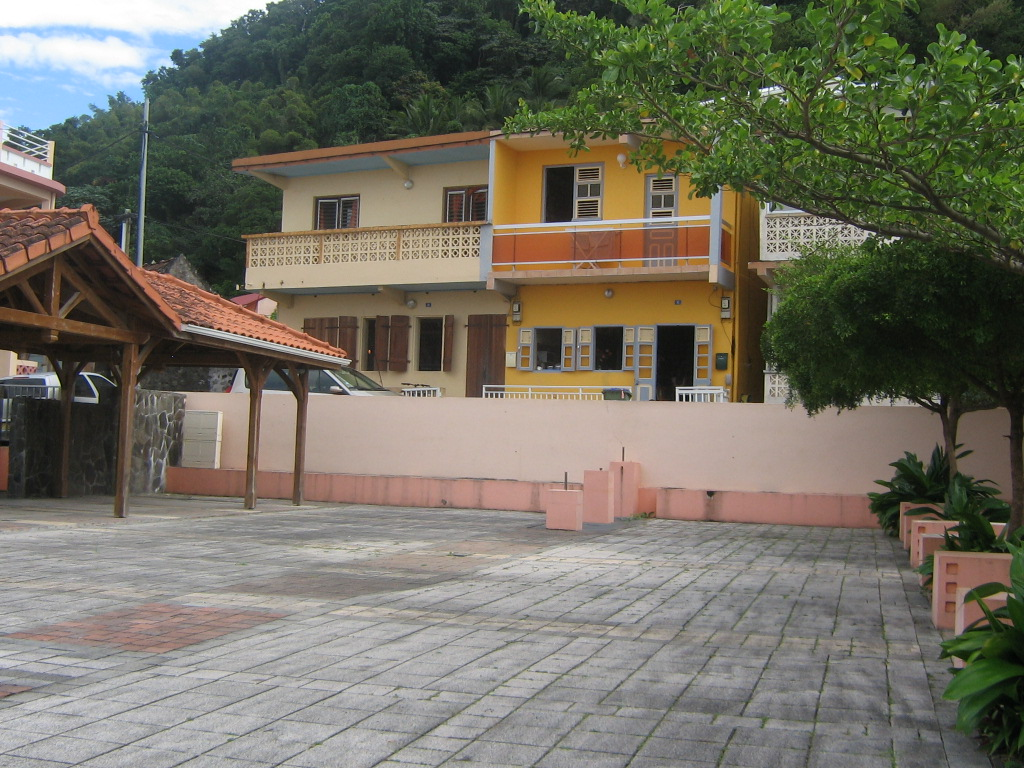
Pleintje in Grand'Rivière

L'Ajoupa-Bouillon · Les Anses-d'Arlet · 
Basse-Pointe · Bellefontaine · 
Le Carbet · Case-Pilote · 
Le Diamant · Ducos · 
Fonds-Saint-Denis · Fort-de-France · Le François · 
Grand'Rivière · Le Gros-Morne · 
Le Lamentin · Le Lorrain · 
Macouba · Le Marigot · Le Marin · Le Morne-Rouge · Le Morne-Vert · 
Le Prêcheur · 
Rivière-Pilote · Rivière-Salée · Le Robert · 
Saint-Esprit · Saint-Joseph · Saint-Pierre · Sainte-Anne · Sainte-Luce · Sainte-Marie · Schœlcher · 
La Trinité · Les Trois-Îlets · 
Le Vauclin